# 喀斯喀特鎮區 (明尼蘇達州奧姆斯特德縣)
喀斯喀特鎮區（英語：Cascade Township）是位於美國明尼蘇達州奧姆斯特德縣的一個行政鎮區。

## 地方資料
喀斯喀特鎮區的面積為31.61平方千米，當中陸地面積為31.39平方千米，而水域面積為0.22平方千米。根據2020年美國人口普查的數據，當地共有人口2837人，而人口密度為每平方千米89.75人。